# Уравнение Кэли — Дарбу
Уравнение Кэли — Дарбу́ — дифференциальное уравнение с частными производными третьего порядка, которому должна удовлетворять функция {\displaystyle u(x_{1},x_{2},x_{3})} для того, чтобы семейство поверхностей {\displaystyle u(x_{1},x_{2},x_{3})=const} могло быть дополнено до трижды ортогональной системы поверхностей. 
Получены Артурoм Кэли и Гастоном Дарбу.

## Формулировка
Уравнение Кэли — Дарбу может быть записано как равенство нулю следующего определителя:
{\displaystyle {\begin{vmatrix}c_{11}&c_{22}&c_{33}&2c_{12}&2c_{23}&2c_{31}\\u_{11}&u_{22}&u_{33}&2u_{12}&2u_{23}&2u_{31}\\1&1&1&0&0&0\\u_{1}&0&0&u_{2}&0&u_{3}\\0&u_{2}&0&u_{1}&u_{3}&0\\0&0&u_{3}&0&u_{2}&u_{1}\\\end{vmatrix}}=0,}
где  
{\displaystyle c_{\alpha \beta }=\sum _{k=1}^{3}(u_{k}u_{\alpha \beta k}-2u_{\alpha k}u_{\beta k})} ,
a
{\displaystyle u_{k}=u_{x_{k}},\cdots ,u_{\alpha \beta \gamma }=u_{x_{\alpha }x_{\beta }x_{\gamma }}} .